# 王明渠
王明渠（1908年7月4日—1984年3月17日），生於大清山東省海陽縣，武術家。為宮寶田之徒，八卦掌傳人，並將此拳傳至台灣。

## 生平
王明渠17歲時拜入宮寶田先生門下，學習八卦掌，在三年之間，與宮寶田朝夕相處、日夜苦練，因此得到真傳。他擅長虎頭鉤，在宮寶田門下學習時，年紀較輕，其師兄孫富英、于友三、侯天郭與宮寶田之女等人都是一身武藝，見他練功認真，也常對他加以指導。後因國共內戰，1949年跟隨國民黨政府軍隊來到台灣，定居高雄。退伍後，先在林園地區牧羊，經營皮貨、茶館，後因慕名而來學拳的弟子漸多，於是開始在高雄授拳。
因他在高雄壽山（又稱柴山）上教授八卦掌，所以此派又被稱為壽山八卦掌。

## 武術
傳有硬手羅漢拳、瘋魔羅漢拳、伏虎羅漢拳、瘋魔對拳等。

## 弟子
弟子有金春竹、林清介、顏義宗、陳逸民、李青吉、郭朝順等人

## 外部連結
- 八卦掌